# Крастиньш, Ольгертс
О́льгертс Кра́стиньш (латыш. Oļģerts Krastiņš; 23 декабря 1917, Рига — июль 1941, Эстония) — латвийский военный и политик, член президиума Народного Сейма.
Родился 23 декабря 1917 в Риге. С семьей переехал в Скайсткалнскую волость, где окончил Скайсткалнскую основную школу, затем проходил обучение в Елгавской государственной гимназии, откуда был отчислен. Работал моряком. С 1934 года вёл антиправительственную деятельность.
В 1939 году призван на военную службу в полк сапёров. 21 июля 1940 года избран членом президиума в нелегитимный Народный Сейм, но 25 августа оставил должность.
Член Коммунистической партии Латвии. Политический руководитель пограничной бригады, был представлен к званию майора.
В июле 1941 года, за попытку дезертирства из Красной армии, был казнён на территории Эстонии.